# Биківська сільська рада (Корнинський район)
Биківська сільська рада — колишня адміністративно-територіальна одиниця та орган місцевого самоврядування у Ходорківському, Попільнянському і Корнинському районах Бердичівської й Білоцерківської округ, Київської та Житомирської областей Української РСР з адміністративним центром у с. Биків.

## Населені пункти
Сільській раді на час ліквідації були підпорядковані населені пункти:
- с. Биків

## Історія та адміністративний устрій
Утворена 1923 року в складі сіл Биків та Западня Ходорківської волості Сквирського повіту Київської губернії. 7 березня 1923 року увійшла до складу новоствореного Ходорківського району Бердичівської округи. 17 червня 1925 року, відповідно до постанови ВУЦВК та РНК УСРР «Про адміністраційно-територіяльне переконструювання Бердичівської й суміжних з нею округ Київщини, Волині й Поділля», Ходорківський район ліквідовано, сільська рада була включена до складу Корнинського району Білоцерківської округи. 2 січня 1926 року, відповідно до рішення ЦАТК (протокол № 1 «Про відкриття нових сільрад»), у с. Западня утворено окрему сільську раду.
5 лютого 1931 року, внаслідок розформування Корнинського району, раду було передано до складу Попільнянського району. 17 лютого 1935 року, постановою Президії ВУЦВК «Про склад нових адміністративних районів Київської області», відновлено Корнинський район з Биківською сільрадою в складі.
Станом на 1 вересня 1946 року сільрада входила до складу Корнинського району Житомирської області, на обліку в раді перебувало с. Биків.
11 серпня 1954 року, відповідно до указу Президії Верховної ради УРСР «Про укрупнення сільських рад по Житомирській області», сільську раду було ліквідовано, с. Биків включено до складу Озерської сільської ради Корнинського району Житомирської області.